# Lydia Kandou
Lydia Kandou, właśc. Lydia Ruth Elizabeth Kandou (ur. 21 lutego 1963 w Dżakarcie) – indonezyjska aktorka filmowa.

## Życiorys
Urodziła się w 1963 r. w Dżakarcie. Ma mieszane pochodzenie indonezyjsko-holenderskie.
Początkowo występowała w reklamach. Szerszą rozpoznawalność przyniósł jej debiut w filmie Wanita Segala Zaman (reż. Has Manan).
W 1984 r. otrzymała swoją pierwszą nominację do nagrody Citra (Festival Film Indonesia), za rolę w filmie Untukmu Kuserahkan Segalanya (kategoria: najlepsza rola pierwszoplanowa). W latach 90. XX wieku otrzymała dwie nagrody Citra w kategorii najlepsza aktorka pierwszoplanowa, za role w filmach Boneka dari Indiana i Ramadhan dan Ramona.
Przez krótki okres zajmowała się śpiewaniem.

## Filmografia
Według stanu na 2016 r. aktorka zagrała w ok. 60 filmach.

- Anak-anak Buangan (1979)
- Mencari Cinta (1979)
- Pelajaran Cinta (1979)
- Kisah Cinta Rojali dan Zuleha (1979)
- Remaja Idaman (1979)
- Remaja-remaja (1979)
- Wanita Segala Zaman (1979)
- Hallo Sayang (1980)
- Seindah Rembulan (1980)
- Nikmatnya Cinta (1980)
- Kau Tercipta Untukku (1980)
- Darna Ajaib (1980)
- Lima Cewek Jagoan (1980)
- Sekuntum Duri (1980)
- Hilangnya Sebuah Mahkota (1980)
- Bunga-bunga SMA (1980)
- Tempatmu di Sisiku (1980)
- Kembang Padang Kelabu (1980)
- Jangan Sakiti Hatinya (1980)
- Manis-manis Sombong (1980)
- Nostalgia di SMA (1980)
- Aladin dan Lampu Wasiat (1980)
- Melodi Cinta (1980)
- Masih Adakah Cinta (1980)
- Roman Picisan (1980)
- Dalam Lingkaran Cinta (1981)
- Srigala (1981)
- Perawan-perawan (1981)
- Bunga-bunga Perkawinan (1981)
- Perawan Rimba (1982)
- Johanna (1983)
- Tujuh Wanita Dalam Tugas Rahasia (1983)
- Maju Kena Mundur Kena (1983)
- Pokoknya Beres (1983)
- Tahu Diri Dong (1984)
- Untukmu Kuserahkan Segalanya (1984)
- Kejarlah Daku Kau Kutangkap (1985)
- Kesempatan dalam Kesempitan (1985)
- Gadis Hitam Putih (1985)
- Keluarga Markum (1986)
- Memburu Makelar Mayat (1986)
- Pengantin Baru (1986)
- Tirai Perkawinan (1987)
- Bendi Keramat (1988)
- Siapa Menabur Benci Akan Menuai Bencana (1988)
- Cas Cis Cus (Sonata di Tengah Kota) (1989)
- Jangan Bilang Siapa-siapa (1990)
- Antri Dong (1990)
- Gonta Ganti (1990)
- Kepingin Sih Kepingin (1990)
- Boneka dari Indiana (1990)
- Ramadhan dan Ramona (1992)
- d'Trex (2004)
- Ketika (2004)
- Kejarlah Jodoh Kau Kutangkap (2011)
- Benyamin Biang Kerok (2018)